# Madagaskar (film)
Madagaskar (angleško Madagascar) je ameriški komični animirani film producentske hiše DreamWorks Animation v režiji Erica Darnella in Toma McGratha, ki je izšel leta 2005. Glasove glavnim likom so posodili Ben Stiller, Chris Rock, David Schwimmer, Jada Pinkett Smith, Sacha Baron Cohen, Cedric the Entertainer, in Andy Richter.
Kasneje so nastala še tri nadaljevanja: Madagaskar 2 (2008), Madagaskar 3 (2012) in Pingvini z Madagaskarja ter več televizijskih filmov.

## Igralci
- Ben Stiller: Alex
- Chris Rock: Marty
- Andy Richter: Mort
- David Schwimmer: Melman
- Jada Pinkett Smith: Gloria
- Sacha Baron Cohen: King Julien
- Cedric the Entertainer: Maurice
- Tom McGrath: Skipper
- John DiMaggio: Rico
- Chris Miller: Kowalski
- Christopher Knights: Private
- Conrad Vernon: Mason